# Habib (ferry)
Pour les articles homonymes, voir Habib.
Le Habib est un ancien ferry de la Compagnie tunisienne de navigation.
Mis en service en 1978, il a effectué les traversées de la mer Méditerranée entre La Goulette, Gênes et Marseille jusqu'en 2012, année où il est remplacé par le Tanit.